# Liste der Baudenkmale in Liepgarten
In der Liste der Baudenkmale in Liepgarten sind alle denkmalgeschützten Bauten der vorpommerschen Gemeinde Liepgarten und ihrer Ortsteile aufgelistet. Grundlage ist die Veröffentlichung der Denkmalliste des Kreises Uecker-Randow mit dem Stand vom 1. Februar 1996.

## Baudenkmale nach Ortsteilen
| ID | Lage                           | Bezeichnung                                                        | Beschreibung | Bild                                    |
| -- | ------------------------------ | ------------------------------------------------------------------ | ------------ | --------------------------------------- |
|    | (Karte)                        | Kirche mit Kirchhofmauer und -portal                               |              | Kirche mit Kirchhofmauer und -portal    |
|    | Ueckermünder Straße (Karte)    | Kriegerdenkmal 1914/18 (in der Ueckermünder Straße vor der Kirche) |              |                                         |
|    | Nr. 6                          | Haus Waldfrieden                                                   |              |                                         |
|    | Mühlenfeldstraße 11 (Karte)    | Wohnhaus                                                           |              |                                         |
|    | Torgelower Straße              | Ziegelei (gegenüber von Torgelower Straße 6a)                      |              |                                         |
|    | Torgelower Straße 16 (Karte)   | Wohnhaus                                                           |              |                                         |
|    | Ueckermünder Straße 16 (Karte) | Bauernhof mit Wohnhaus und Stallscheune                            |              | Bauernhof mit Wohnhaus und Stallscheune |
|    | Ueckermünder Straße 18 (Karte) | ehem. Gasthaus mit Saalanbau                                       |              |                                         |
|    | Ueckermünder Straße 46 (Karte) | Wohnhaus                                                           |              | Wohnhaus                                |
|    | Ueckermünder Straße 47 (Karte) | Wohnhaus                                                           |              | Wohnhaus                                |
|    | Ueckermünder Straße 51 (Karte) | Wohnhaus                                                           |              | Wohnhaus                                |
|    | Ueckermünder Straße 66 (Karte) | Wohnhaus und Scheune                                               |              | Wohnhaus und Scheune                    |

## Quelle
- Bericht über die Erstellung der Denkmallisten sowie über die Verwaltungspraxis bei der Benachrichtigung der Eigentümer und Gemeinden sowie über die Handhabung von Änderungswünschen (Stand: Juni 1997)

- Karte mit allen Koordinaten:
- OSM |
- WikiMap